# Romantika
A romantika egy művészeti és kulturális mozgalom és korstílus volt, amely a 18. század vége felé alakult ki Németországban, majd a 19. században terjedt el Nyugaton. Főleg a művészetekben, az irodalomban, a festészetben, a szobrászatban, a zenében és a táncban fejeződött ki, de magába foglalta a történelem, a teológia és a filozófia, valamint a természettudományok és az orvostudomány területét is. 
A művészetben a művész azon vágya jellemzi, hogy a művészet minden lehetőségét feltárja hangulatai kifejezése érdekében.
A klasszicizmus ellenhatásaként jelentkezett egy olyan szellemi forradalomként, amely szakított a hagyományokkal, a kikristályosodott elvekkel, feldöntötte a szabályokat. Mindenben újat, eredetit, szeszélyeset, egyénit kívánt. A misztériumot és a fantáziát magasztalta és menekülést és elragadtatást keresett az álmokban, a morbidban és a fenségesben, az egzotikusban és a múltban.
Az irodalom területén a romantika (kb. 1795–1835) korai romantikára (1803-ig), érett romantikára (1815-ig) és késő romantikára (1835-ig) tagolható. A festészetben a késő romantika a 19. század közepéig, a zenében pedig a 20. század elejéig tartott (Gustav Mahler, Richard Wagner).

## Etimológia
A „romantika” nemzetközi kifejezés az angol romantic szóból ered, amely a 18. század közepén olyan irodalmi műfajokat jelölt, mint például a lovagi románcok. A magyar kifejezés a német Romantik, illetve a Romantizismus átvétele.

## Történelmi háttér
Elvesztették a felvilágosodás optimizmusát, jellemző az illúzióvesztés, kiábrándultság. Csalódnak a felvilágosodás eszméit megtagadó klasszikában, nem hozott megoldást a ráció, a hűvös ész sem. Eközben az egyházból is kiábrándultak.

## Megjelenése
Kialakulásának időszaka a 18. század vége, virágkora a 19. század első fele, a század második felében a késő romantika és a romantikából kiinduló irányzatok  voltak jelentősek. Egyes területeken a romantika végét szokás Eugène Delacroix halálának időpontjával egyeztetni (19. század második fele).

## Az irodalomban
A romantika először a német irodalomban jelentkezett a klasszicizmussal együtt és azzal kölcsönhatásban (a németek ezért a korszakot klasszikának nevezik). A 18. század legvégén az angoloknál is jelentkezett, az 1820-as években a franciáknál, oroszoknál és később folyamatosan Közép-Európában.
A romantika irodalmának egyik fő ismérve a klasszicizmus-ellenesség. Központi témája a szabadság eszméje és vágya, az egyén, az individuum előtérbe kerülése, az önkifejezés szabadsága. Történelmi hátterét a francia forradalom (1789), majd a napóleoni háborúk okozta kiábrándultság szolgáltatja.
A romantikus irodalom általános jellemzői:
- a felfokozott életérzés kifejezése, a reményvesztettség, a csalódás, a világfájdalom ("spleen"); vagy éppen az ezzel ellentétes forradalmi hevület és lángoló életöröm.
- az eszményítés, az idealizálás: a romantikus alkotások a szabadság eszméit keresik, gazdag érzelemvilágot tárnak fel
- felélednek a nemzeti irodalmak, a nemzeti múlt, a nemzeti kultúra, a népköltészet, a folklór iránti érdeklődés, ezzel egy időben elindul a népmesék gyűjtése és a népnyelv beemelése az irodalomba
- a múlt felé fordulás leginkább a középkor, főleg a gótika iránti rajongásban nyilvánul meg
- nagy mennyiségben jelennek meg a távoli, egzotikus vidékeken, kultúrákban, egzotikus szereplőkkel játszódó történetek, melyek a jelenből vagy az adott világból való elvágyódást tükrözik
- fontos szerepe lesz a kalandos, fantáziadús, szövevényes, bonyolult cselekménynek
- elterjed a két, sokszor egymással ellentétes síkon játszódó történet, az álom és a valóság ellentmondásainak a felfedése
- stílus és nyelv tekintetében jellemző a líraiság, sok a töredékben maradt alkotás, a zeneiség, a festői monumentalitás (mintha a mű egy freskó lenne), az ellentétek nagy száma.
- hangnem: legelterjedtebb a patetikus, humoros (főleg fekete humor) és az ironikus hang.
- az epikai műfajok között vezető szerepet tölt be a regény, nagyszámú történelmi regény és kalandregény születik a korszakban. Ekkor jön létre a bűnügyi irodalom, a detektívregény és detektívnovella is.
- kialakul több átmeneti műfaj is, mint a világdráma vagy a drámai költemény. A lírában nagy szerepet kap a dal, az elégia.
- a költő és író szerepe megváltozik, a költő utat mutat a népnek, vagy látomásait írja meg, látnok, vátesz szerepe van. Sok alkotó maga is példamutatásképpen forradalmakban, szabadságharcokban vesz részt, a nemzeti függetlenségi törekvések szólójává válik.

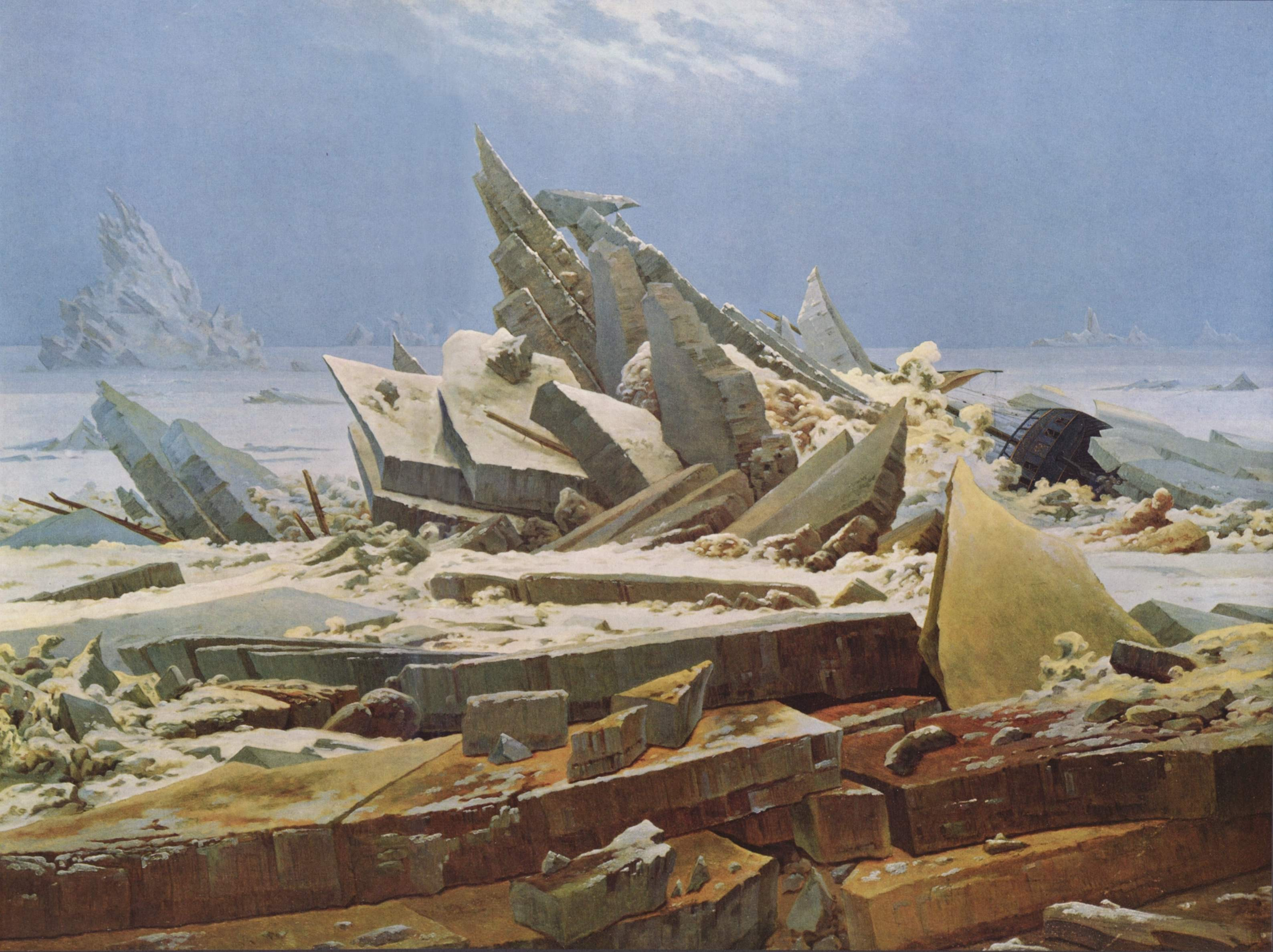
Caspar David Friedrich: Jegestenger

A német romantika filozófiájának megalapozóiként a német gondolkodókat ismerjük:
- Johann Gottlieb Fichte – a romantika boldogságeszményének megfogalmazója.
- Friedrich Wilhelm Joseph Schelling – az idealizmus mint a romantika iránymutatójának megteremtője.

A német irodalomban a romantika több korszakot és helyszínt ölel fel:
- a romantika előfutárai: Friedrich Hölderlin, a romantikus költészet német megteremtője és Jean Paul.
- a jenai romantika képviselői: Novalis, August Wilhelm von Schlegel és Friedrich von Schlegel, Ludwig Tieck, Friedrich Schleiermacher teológus és filozófus, Wilhelm Heinrich Wackenroder.
- a berlini romantika képviselői: E. T. A. Hoffmann és Heinrich von Kleist.
- a heidelbergi romantika képviselői: Bettina von Arnim, Achim von Arnim, Clemens Brentano, Adelbert von Chamisso, Joseph von Eichendorff.
- A művészetben előtérbe kerül a személyiség, és az egyéniség kultusza

További német romantikus írók, költők: Friedrich de la Motte Fouqué, Jakob Grimm és Wilhelm Grimm – a népmesevilág feltámasztói, Wilhelm Hauff meseíró, Heinrich Heine költő.
Az angol preromantika William Blake költészetében jelenik meg. Az angol irodalomban a későbbiekben a romantika két korszakra bontható: első generációja az angol tavi költők: William Wordsworth és Samuel Taylor Coleridge nemzedéke, míg a második generáció Lord Gordon Byron, Walter Scott, John Keats, Percy Bysshe Shelley és Mary Shelley nevével fémjelezhető. A voltaképpeni romantikus kor egyetlen angol költője sem tekintette önmagát romantikusnak. A némethez hasonló egységes mozgalom nem volt. Az angol romantika megszületésének dátuma 1798, William Wordsworth Lírai balladák című alkotása. Az angol romantika hagyományai továbbéltek a viktoriánus korban is, romantika és realizmus keveredik a Brontë nővérek művészetében.
A francia irodalomban a romantika először a Napóleon által száműzött Mademe de Staelnál jelentkezett. A romantika kezdetének jelképes időpontja 1830, Victor Hugo Hernani című darabjának bemutatója. Az év az Hernani csatája névvel vonult be a történelembe, a klasszicizmus és az új stílus képviselői csaptak össze. Jelentős költő Alphonse de Lamartine.
Az orosz romantika két nagy névvel fémjelezhető: Alekszandr Szergejevics Puskin és Mihail Jurjevics Lermontov. Puskin művészetével kezdődött az orosz művészet kibontakozása és önállóvá válása, egyes elemeiben pedig már a realizmust előlegezte meg.
Dél- és Közép-Európa romantikus irodalma:
- Olasz irodalom: Giacomo Leopardi költő, Alessandro Manzoni regényíró.
- A lengyel irodalom legkiválóbb romantikus költője: Adam Mickiewicz.
- A 19. századi magyar irodalom nagy romantikusai: Vörösmarty Mihály, Petőfi Sándor, Arany János és Jókai Mór.
- A délszláv népek híres romantikus szerzői: France Prešeren, a szlovén nemzeti irodalom megteremtője, Hriszto Botev a bolgárok nemzeti költője.

## A festészetben

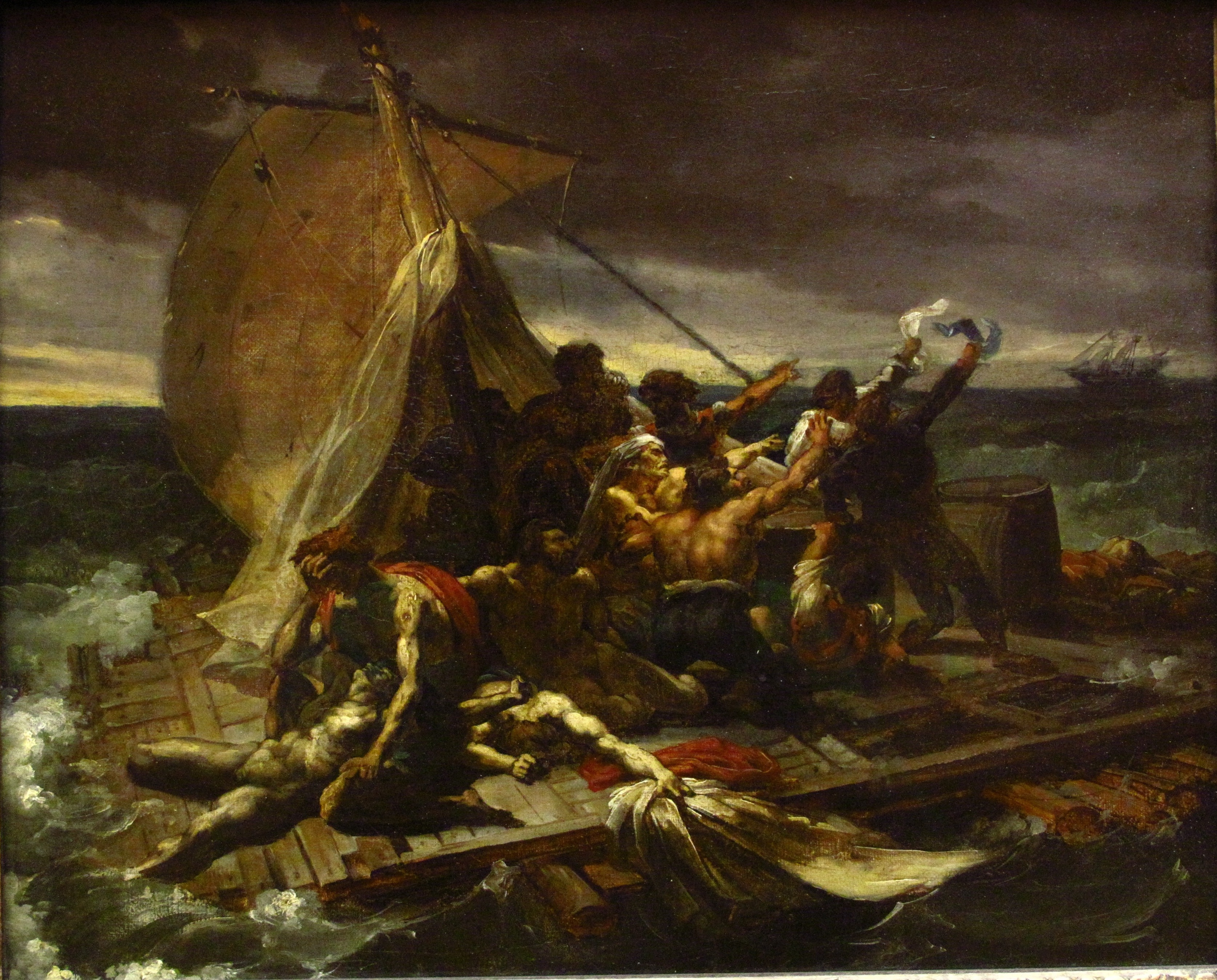
Théodore Géricault: A Medúza tutaja (The Raft of the Medusa), 1819.

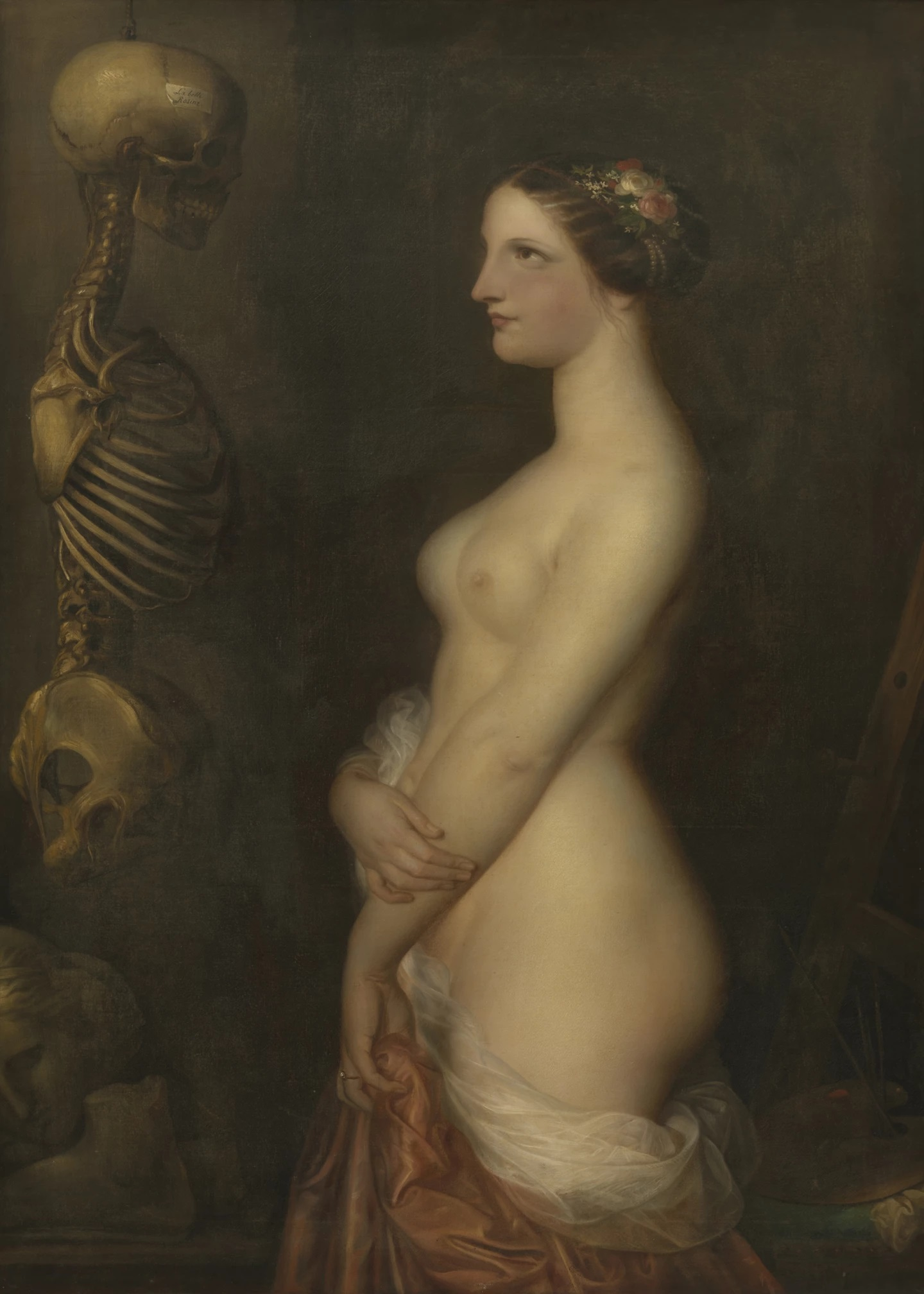
Antoine Wiertz: Két fiatal lány vagy Szépséges Rosine (1847)

A romantika először a festészetben jelent meg. (pl. Francisco Goya, Eugène Delacroix, William Turner, Caspar David Friedrich)
A festők ebben a korban az egyéni alkotói kifejezésmódot, a természet és az érzelmek változékonyságát, az események véletlenszerűségét hangsúlyozzák. A romantikusok azért menekültek a múltba, mert elégedetlenek voltak a korral, amiben éltek, és amelyet megvetettek, ezért a középkor emlékébe, az egzotikumba, az álomba menekültek. Emberábrázolásukban a barokk kifejezésmódokhoz közelítenek: újra megjelenik az átlós elrendezés, a színesség, és a világos-sötét kontraszt.
Franciaországban a klasszicista és a romantikus művészeti felfogás harca 1818-ban ez utóbbi javára dőlt el, amikor Théodore Géricault francia festő kiállította A medúza tutaja című művét. Ezt a képét itáliai útját követően festette, a Medúza nevű fregatt pusztulásáról szóló cikk késztette erre. A hajótörést 400 emberből 15 élte túl, két hetet töltve a hajón. Az egymással összefonódó testek egy gúlává állnak össze, melynek csúcsánál a még reménykedők helyezkednek el. A halál közelségét sokféle arckifejezés tükrözi: őrület, kétségbeesés, reménytelenség.
A francia és az európai romantika legnagyobb alakja Eugène Delacroix, aki a klasszicista festészet szürkesége ellen harcolt. Képeire az erős tónusok, színes árnyékok jellemzők. Képei: a Chiosi mészárlás, Görögország meghal Missolunghi romjainál, Algíri nők stb.
A legjelentősebb romantikus művek valamilyen formában az irodalomhoz kötődnek. Shakespeare, Byron, Dante alakjainak nagy része az európai képzőművészet kulturális örökségébe Delacroix művei által lépett be. Delacroix az egyetlen lázadó szellemű, A szabadság géniusza diadalra vezeti a népet című képéhez az 1830. évi forradalmat vette alapul. Az egymást keresztező átlók, az élénk mozdulatok, a halál és a rombolás jelenetei, de közben a hősi ellenállás ábrázolása, ezek a kép és a romantikus művészet jellemzői. Egyike volt az elsőknek, aki szakított a klasszicisták által művelt hagyománnyal, amely a színezést a rajzolásnak vetette alá. A fények, színek hatásai a klasszicistákhoz képest lényegesen nagyobb szerepet kaptak nála, hangsúlyoznak, kiemelnek.
Vonzódott a lovakhoz, lóversenyre járt, istállói tanulmányokat folytatott. A klasszicista festészetet nem szerette, modellek után is dolgozott. A festményei túlzásokkal teliek, a valóságot ábrázolják.
Angliában a 19. század első felében alkotott John Constable, aki az atmoszférára helyezi a hangsúlyt: fényben úszó táj, felhők az égen, szél, időjárási körülmények, és William Turner, aki akvarelleket festett, s ez a technika lehetővé tette számára a színes fények kifejezését. Turner a tájban a természeti elemek harcát, a kozmikus erők harcában a természet egy pillanatát festette le. Gyakran a természeti jelenségeket összekapcsolta a modern technika vívmányaival (pl. Eső, gőz, sebesség (1848) ). Fénnyel és színnel elanyagtalanította a formákat, és színfoltok lettek belőlük (fénymiszticizmus).

## A szobrászatban

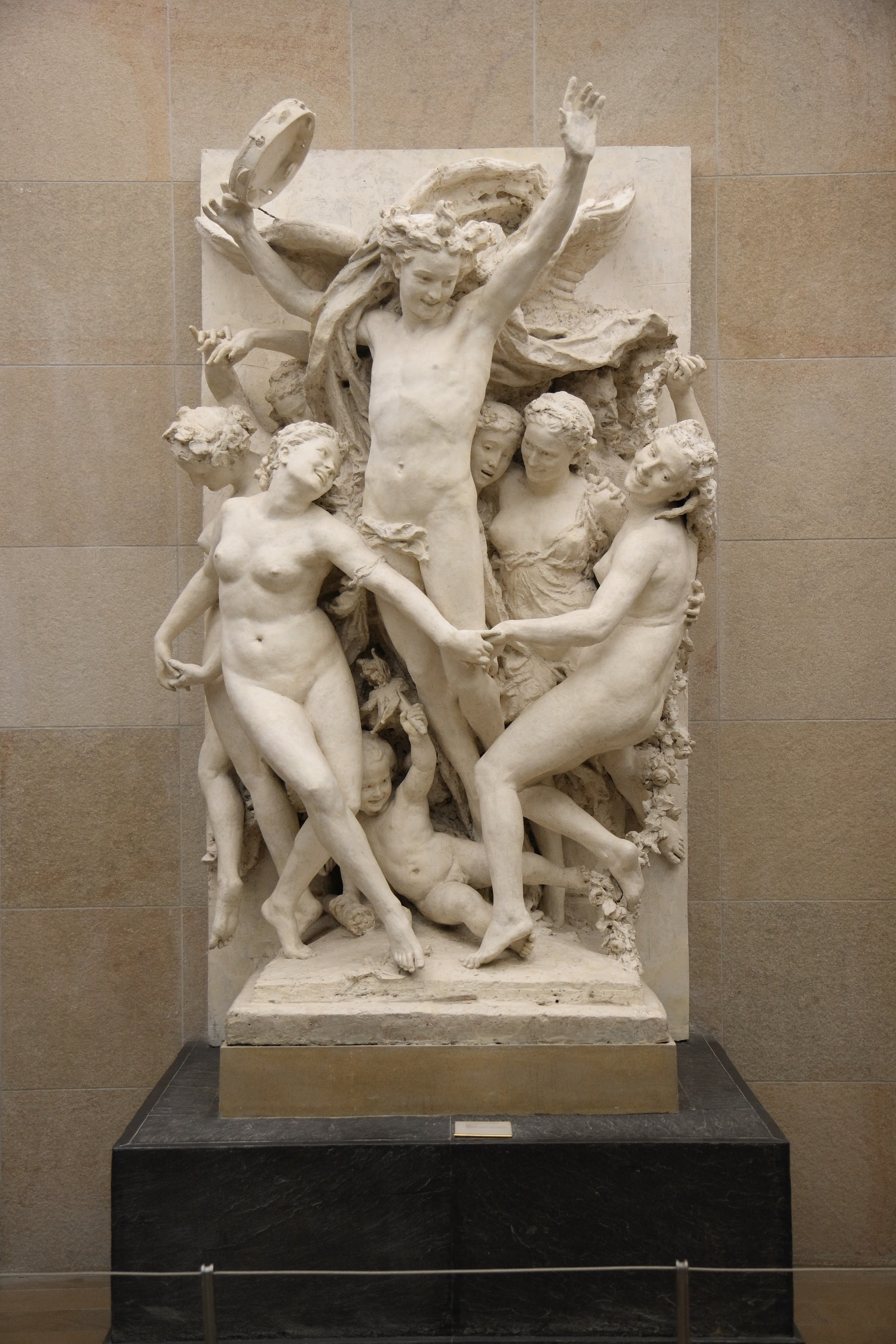
Jean-Baptiste Carpeaux: A tánc allegóriája

A romantika szobrászata François Rude és Jean-Baptiste Carpeaux alkotásaiban jutott kifejezésre. Rude készítette a párizsi Place de Gaulle téren álló Diadalíven, a Marseillaise című művet, amelyet színpadiasság, pátosz, valószerűtlen erő és szenvedély jellemez. A romantika szobrászatában inkább a tartalom, vagyis a hősi erkölcs jelenti az új stílust.
Carpeaux műve a párizsi Operát díszítő Tánc c. szoborcsoport. Jellemző a fény-árnyék ellentét szinte festői felhasználása.
A romantika szobrászatából indult ki Bartholdi is, a New York kikötőjében magasló monumentális Szabadságszobor megalkotója is.
A magyar romantikus szobrászatra elsősorban a népi téma felé való fordulás jellemző. Izsó Miklós táncoló parasztjai is a Búsuló juhász a 19. század közepének kimagasló alkotásai.

## Az építészetben

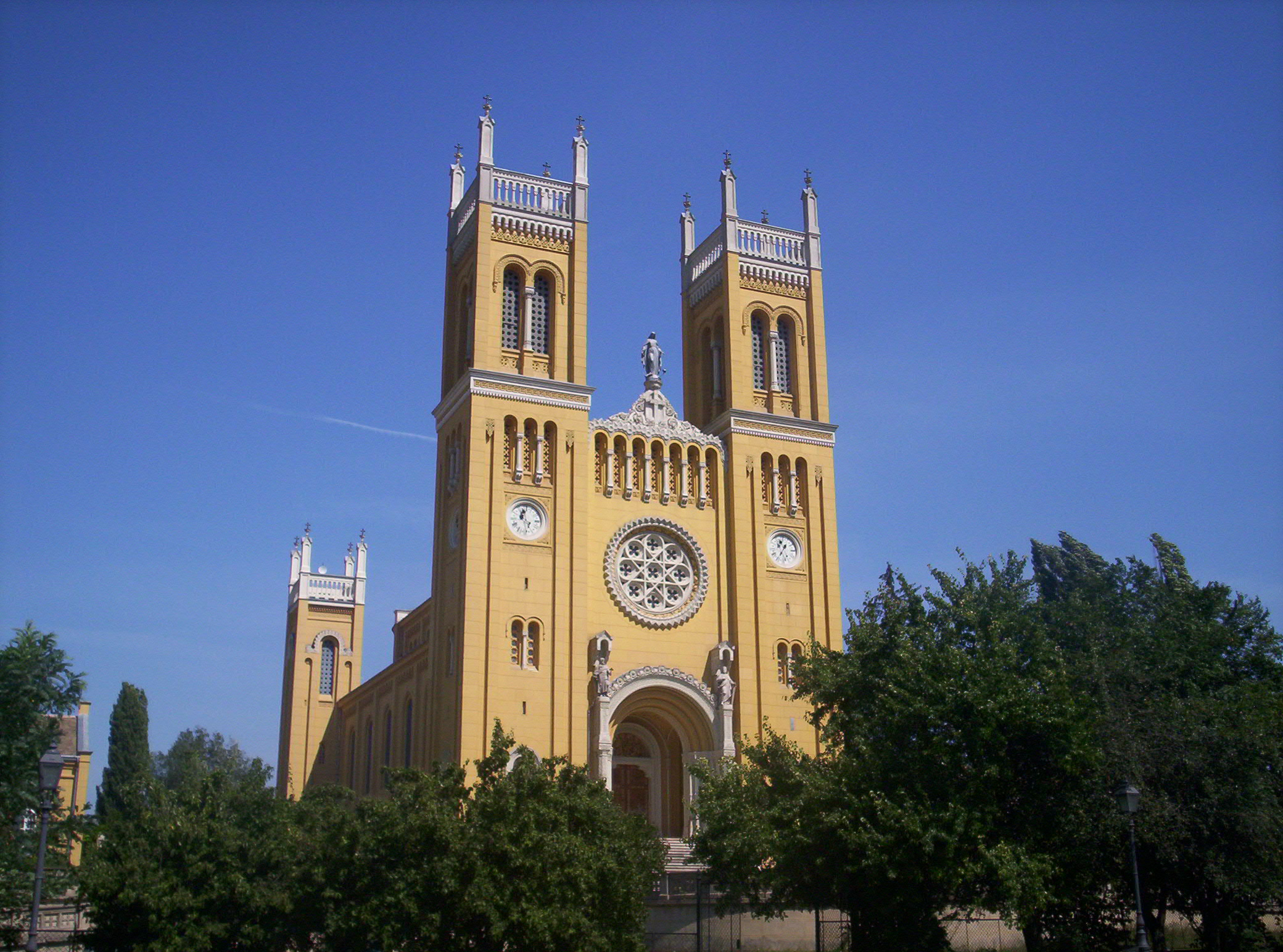
A fóti katolikus plébániatemplom

Az építészetben nincs önálló stílusjegye, a historizmus jellemzi. A 18. század közepén Horace Walpole Strawberry Hill nevű kastélyát úgy építtette meg, hogy az pontosan megfeleljen múltba vágyó egyéniségének. Ezért felhasználta a gótika elemeit, s bár kortársai ezért kinevették, tulajdonképpen megalkotta a neogótikus építészetet. A romantika építészetében először a neogótika jutott fontos szerephez. Így épült fel a londoni Houses of Parliament Charles Barry tervei alapján, majd a Tower Bridge. Magyarországon a 40-es években jelenik meg hasonló törekvés (Brein Ferenc: Csősztorony; Ybl Miklós: fóti templom). A gótika után felújították a barokk, a romanika és a reneszánsz elemeit is. Így jöttek létre a neostílusok (neoreneszánsz, neoromán, neobarokk). A neostílusokban gyökerezik a 19. század második felének építészete (historizmus, eklektika).
Másfajta irányzat is kialakult, amely az indiai és közel-keleti, majd bizánci és mór elemekből táplálkozott.
A század közepétől megjelenik a vasvázas építészet is, mely azonban még kuriózumnak számít. Az 1851-es világkiállításra Joseph Paxton megtervezi a londoni kristálypalotát, öntöttvasból és üvegből, melynek alapterülete 72 000 négyzetméter volt. 1880-as években Eiffel felépíti híres tornyát Párizsban. Mindezek a modern építészet előzményei.

### Magyarországon
Magyarországon a keleti elemekből táplálkozó irányzat képviselője volt Feszl Frigyes, a Vigadó építésze. Nemzeti építészetet úgy próbált teremteni, hogy díszítőelemként vitézkötést alkalmazott. A mór elemek zsinagógákon éltek tovább.

## A zenében
- Korai romantika (1800 – 1830)
Német jellegű. Irodalmi hatás.
  - Hoffmann és munkássága (irodalmi és zenei)
  - Franz Schubert dalai
  - Weber (a nemzeti opera megteremtője)
  - Rossini operái
  - A nemzeti romantikusok első generációja (Glinka, …)
- A romantika virágkora (1830 – 1850)
A romantika európai mozgalommá válik. A központ Párizs. Erős a kapcsolat az irodalommal.
  - "Forradalmi romantikusok" (Szabolcsi Bence kifejezése): Paganini, Berlioz, Liszt, Chopin
  - Mendelssohn ("klasszikus"), Schumann ("költői"), Wagner első nagy operái
  - Meyerbeer, Verdi
  - A nemzeti romantikusok 2. generációja: Moniusko, Smetana, Erkel Ferenc
- Késői romantika (1850 – 1890)
  - A nagy romantikusok érett kori művei
    - Liszt Ferenc szimfonikus költeményei
    - Wagner zenedrámái
    - Verdi érett kori művei

  - Új nemzedék velük egyidőben: Brahms, Bruckner, Franck César
  - A nemzeti romantikusok 3. generációja: Dvořák, Grieg, az Orosz ötök: (Balakirev, Muszorgszkij, Borogyin, Rimszkij-Korszakov, Kjui).
- Századforduló (1890 – 1914)
  - Mahler, Puccini, R. Strauss
  - Debussy, Schönberg korai korszaka
  - A nemzeti romantikusok 4. generációja: Sibelius, Bartók Béla korai művei (I. Szvit, Kossuth-szimfónia)

## Bútorművesség, divat
A romantika bútorait a neobarokk jellemzi. A divatban újra megjelenik a krinolin. A korszakot második rokokónak is nevezik túlzásokra való hajlama miatt.
A női viseletben tulajdonképpen nagy újítás nincs, a ruhák megtelnek apró díszekkel. A férfiviselet majdnem azonos a biedermeierral.

## Vallás és teológia
Különösen a korai romantika központi gondolata az, hogy a vallás és a művészet szorosan összefügg; a művészt a vallás hordozójának tekintik. 
A romantikus korszak legfontosabb protestáns teológusa Friedrich Schleiermacher volt. A müncheni Bajor Állami Egyetem volt a katolikus teológia legfontosabb romantikus központja. A romantikus korszak fontos katolikus teológusai Franz von Baader és Joseph Görres müncheni professzorok voltak.

## Kései romantika
A romantika hozzávetőleg az egész 19. század irodalmát meghatározta. Kései korszakában együtt élt a realizmussal, és annak additív válfajaival, a naturalizmussal, impresszionizmussal és expresszionizmussal. Romantika és realizmus fonódik össze Stendhal és Balzac műveiben, de német kései romantikusoktól, például Friedrich Hölderlin prózájában sem idegen ez a keveredés. Stendhal is önmagát romantikusnak tudta, az ő álláspontja a következő volt: "Romantikusok mindazon alkotók, akik saját koruk szellemében alkotnak." A realizmus megjelenik Jókai Mór regényköltészetében is.